# Língua birmanesa
O birmanês (no alfabeto birmanês မြန်မာဘာသာ; AFI: [mjã̀mmà bàθà]; transl.: myanma bhasa) é a língua oficial de Mianmar (antiga Birmânia). Embora o governo reconheça o idioma oficialmente como Myanmar, continua a ser conhecido como língua birmanesa. É a língua nativa dos bamar e de outros subgrupos étnicos relacionados, e é falado como língua materna por 32 milhões de pessoas, e pelas minorias étnicas do país, como segundo idioma.
O birmanês faz parte das línguas tibeto-birmanesas, uma subfamília da família linguística sino-tibetanas. É um idioma tonal e analítico, que usa o alfabeto birmanês, derivado do alfabeto mon, que por sua vez vem do alfabeto brami.

## Língua literária e oral
A língua birmanesa é chamada de မြန်မာဘာသာ ([mjã̀mmà bàθà]), onde ဘာသာ vem do páli bhasa, que significa "língua". O idioma é classificado em duas categorias; uma, formal, é usada em obras literárias, publicações oficiais, transmissões de rádio e discursos formais, enquanto a outra é coloquial, usada na conversação cotidiana. Isto se reflete nas palavras birmaneses para "língua": စာ, ca [sà] se refere à língua escrita, e စကား, ca.ka: [zəɡá] se refere à língua falada. Birmanês, portanto, pode ser tanto မြန်မာစာ, mranma ca (birmanês escrito), ou မြန်မာစကား, mranma ca.ka: (birmanês falado). A porção မြန်မာ mranma destes nomes pode ser pronunciado como [mjàmmà] ou, coloquialmente, ဗမာ ([bəmà]).

### Diglossia
A diglossia ocorre extensivamente no birmanês. A discrepância é grande, e diversos linguistas consideram o birmanês formal como um idioma separado do birmanês coloquial. A forma escrita e prestigiosa do birmanês passou por poucas mudanças ao longo dos tempos, e tende a não acomodar a fonologia coloquial do birmanês padrão moderno. O ditado birmanês "a pronúncia é apenas o som, enquanto a ortografia é correta" (ဖတ်တော့အသံ၊ ရေးတော့အမှန်, [pʰaʔ dɔ̰ ʔəθã̀ jé dɔ̰ ʔəm̥ã̀]) reflete as diferenças entre o birmanês falado e escrito, onde a maneira com que uma palavra é soletrada nem sempre é um reflexo preciso de sua pronúncia.
Além disso, partículas destinadas a modificar substantivos e verbos são usadas mais na forma culta que na oral; os falantes do birmanês literário também são capazes de interpretar intuitivamente o antigo birmanês, apesar das inscrições terem séculos de idade, devido às regras inatas de pronúncia. Por exemplo, ၌ (hnai.), que serve como uma posposição usada depois de substantivos apenas no birmanês formal, e é မှာ (hma) no birmanês coloquial.
Um sistema mais novo de ortografia para o birmanês, baseado na fonologia, foi proposto para acomodar tais diferenças, porém um empecilho às tentativas de reformas ortográficas no birmanês se encontra na existência de dialetos conservadores do idioma, que mantêm pronúncias arcaicas, mais semelhantes ao birmanês formal, especialmente em áreas litorâneas como o estado de Rakhine. Alguns linguistas birmaneses propuseram um afastamento do birmanês formal, na medida em que alguns meios de comunicação, como programas de televisão, passaram a adotar o vernáculo; apesar disso, o birmanês formal permanece solidamente estabelecido na sociedade birmanesa. Desde meados da década de 1960 iniciou-se um movimento de reforma, por alguns escritores birmaneses (especialmente de esquerda, que acreditam que a língua do povo leigo), para que se abandonasse o estilo literário em favor do vernáculo na própria escrita, porém o estilo literário permanece a forma mais usada, com o argumento que "ao estilo oral falta gravidade, autoridade, dignidade". O estilo literário formal continua a ser usado na literatura birmanesa, em boletins de notícias no rádio, cartas formais, romances, jornalismo e livros sobre assuntos sérios ou educativos.
A sentença abaixo mostra que muitas das diferenças entre o birmanês coloquial e o formal ocorrem nas suas partículas:
| Formal    | ရှစ်လေးလုံးအရေးအခင်း                                                                | ဖြစ်                                                                       | သောအခါက                                                                     | လူ                                                                        | ဦးရေ                                                                       | သုံးထောင်                                                                      | မျှ                                                                        | သေဆုံး                                                                       | ကြ                                                                        | ခဲ့                                                                        | သည်။                                                                      |
| Coloquial | ရှစ်လေးလုံးအရေးအခင်း                                                                | ဖြစ်                                                                       | တုံးက                                                                       | လူ                                                                        | အယောက်                                                                      | သုံးထောင်                                                                      | လောက်                                                                       | သေ                                                                        |                                                                          | ခဲ့                                                                        | တယ်။                                                                      |
| Gloss     | substantivo                                                              | verbo                                                                    | part.                                                                    | subst.                                                                   | part.                                                                    | adj.                                                                     | part.                                                                    | verb                                                                     | part.                                                                    | part.                                                                    | part.                                                                    |
| Gloss     | (Levante de 8888)                                                        | (acontecer)                                                              | (quando ocorreu)                                                         | (pessoas)                                                                | (indicador de contagem)                                                  | 3.000                                                                    | (aproximadamente)                                                        | (morrer)                                                                 | (indicador de plural)                                                    | (indicador de tempo passado)                                             | (indicador de fim da oração)                                             |
| Tradução  | Quando a Revolta 8888 aconteceu, aproximadamente 3.000 pessoas morreram. | Quando a Revolta 8888 aconteceu, aproximadamente 3.000 pessoas morreram. | Quando a Revolta 8888 aconteceu, aproximadamente 3.000 pessoas morreram. | Quando a Revolta 8888 aconteceu, aproximadamente 3.000 pessoas morreram. | Quando a Revolta 8888 aconteceu, aproximadamente 3.000 pessoas morreram. | Quando a Revolta 8888 aconteceu, aproximadamente 3.000 pessoas morreram. | Quando a Revolta 8888 aconteceu, aproximadamente 3.000 pessoas morreram. | Quando a Revolta 8888 aconteceu, aproximadamente 3.000 pessoas morreram. | Quando a Revolta 8888 aconteceu, aproximadamente 3.000 pessoas morreram. | Quando a Revolta 8888 aconteceu, aproximadamente 3.000 pessoas morreram. | Quando a Revolta 8888 aconteceu, aproximadamente 3.000 pessoas morreram. |

O birmanês coloquial apresenta diversos níveis de polidez; os pronomes de primeira e segunda pessoas de fato do idioma, ငါ (nga [ŋà]; "eu; mim") e နင် ([nĩ̀]; "você") são usados apenas com as pessoas mais próximas, da mesma idade ou mais jovens. O uso de nga e nin com idosos e estranhos é considerado extremamente rude ou vulgar. Para se dirigir a anciãos, professores e estranhos, as formas mais polidas empregam pronomes de terceira pessoa da era feudal, no lugar destes pronomes de primeira e segunda pessoa. Deve-se referir a si próprio na terceira pessoa: ကျွန်တော် (kya. nau [tʃənɔ̀]), para homens, e ကျွန်မ (kya. ma. [tʃəma̰]) para mulheres, ambos com o significado de "seu criado") e referir-se ao interlocutor como မင်း (min [mĩ́]; "sua alteza"), ခင်ဗျား (khin bya: [kəmyá]; "senhor mestre") ou ရှင် (shin [ʃĩ̀]; "soberano/mestre"). Estes termos impregnaram de tal maneira o birmanês falado formal ou polido cotidiano que as pessoas os usam como pronomes de primeira e segunda pessoa sem pensar duas vezes sobre o significado original destes pronomes.
Ao falar com uma pessoa do mesmo status social, ou mais jovem, nga e nin podem ser usados. Ainda assim, a maior parte das pessoas prefere utilizar os pronomes de terceira pessoa, por segurança. Por exemplo, um indivíduo mais velho pode usar daw-lay ("tia") ou u-lay ("tio") para se referir a si próprio, e referir-se ao indivíduo mais jovem como tha ("filho") ou thami ("filha"). Ao se dirigir a um monk, costuma-se referir ao próprio monge como poun-poun e a si próprio como daga (ဒဂါ (da. ga [dəɡà]), ou ainda dabyidaw ou dabyidawma. Já os próprios monges birmaneses costumam falar entre si usando o páli, e esperam que os fiéis budistas birmaneses tenham um conhecimento básico deste idioma.
Apesar das grandes diferenças, os falantes do birmanês raramente distinguem entre o birmanês formal e o coloquial como idiomas diferentes, mas sim como dois registros do mesmo idioma.

### Dialetos e sotaques
Apesar de suas origens na Alta Birmânia, o dialeto padrão do birmanês atual vem de Rangum, devido à influência da maior cidade do país na sua mídia. Anteriormente o dialeto de Mandalay representava o birmanês padrão, e até hoje as diferenças entre Rangum (Baixa Birmânia) e Mandalay (Alta Birmânia) não estão no sotaque ou na pronúncia, e sim no uso do vocabulário. Por exemplo, a característica mais notável do dialeto de Mandalay é o seu uso do pronome ကျွန်တော် (kya. nau [tʃənɔ̀]) tanto para homens quanto mulheres, enquanto em Rangum ကျွန်မ (kya. ma. [tʃəma̰]) é usado para se referir a mulheres. Além disso, o falar da Alta Birmânia também diferencia os parentes dos lados paternos e maternos, enquanto o birmanês da Baixa Birmânia não mais o faz.
Exemplo:
| Termo                                         | Baixo birmanês                  | Alto birmanês                               |
| --------------------------------------------- | ------------------------------- | ------------------------------------------- |
| - tia maternal (velha) - tia maternal (jovem) | - daw-gyi (ou kyikyi) - daw-lay | - daw-gyi (ou kyikyi) - daw-lay             |
| - tia paternal (velha) - tia paternal (jovem) | - daw-gyi (ou kyikyi) - daw-lay | - ah-yi-gyi ou yi-gyi - ah-yi-lay ou yi-lay |
| - tio maternal (velho) - tio maternal (jovem) | - ba-gyi - u-lay                | - u-gyi - u-lay                             |
| - tio paternal (velho) - tio paternal (jovem) | - ba-gyi - u-lay                | - ba-gyi - ba-lay                           |

Como prova do poder da mídia, o dialeto de Rangum está ganhando força até mesmo na Alta Birmânia. Certas formas específicas do dialeto alto birmanês, embora sejam precisas histórica e tecnicamente, são cada vez mais vistas como pertencentes a um falar rural, ou pelo menos regional.
As diferenças mais significantes entre os sotaques e o uso de determinadas palavras surgem à medida que se afasta do vale do Ayeyarwady, rumo às áreas periféricas do país. Dialetos importantes incluem o merguês, o yaw, o palaw, o beik (myeik) e o dawei (tavoyan). O dialeto de Rakhine (arakanês) é reminiscente do birmanês arcaico, especialmente em seu uso do som de [r], que se tornou um [j] no birmanês padrão. Os dialetos da Divisão Tanintharyi, como o beik, frequentemente reduz a intensidade da oclusiva glotal. O dialeto dawei preservou a medial [-l-], que é encontrada apenas em inscrições do antigo birmanês. Apesar de diferenças em vocabulário e pronúncia, há uma inteligibilidade mútua entre os dialetos.

## Vocabulário
A maior parte do vocabulário birmanês é monossilábico, e pertence ao grupo tibeto-birmanês, embora muitas das palavras, especialmente aqueles empréstimos de outros idiomas, são polissilábicas. O birmanês foi muito influenciado pelo páli, pelo inglês e pelo mon e, em menor grau, pelo chinês, sânscrito e hindi.
Os empréstimos do páli frequentemente estão relacionados a religião, governo, artes e ciência, enquanto os empréstimos do inglês frequentemente se referem a tecnologia, medidas e instituições modernas. O mon influenciou o birmanês de tal maneira que diversos destes empréstimos linguísticos deste idioma não são mais distinguidos pelos falantes do birmanês como tal; relacionam-se principalmente à flora, fauna, administração, indústria têxtil, náutica, arquitetura e música. Também apresentam algum destaque, embora em menor escala, os empréstimos do sânscrito, relacionados à religião, do chinês, a jogos e comida, e do hindi, a comida, administração e navegação.
Esta é uma amostra destes empréstimos comumente encontrados no birmanês:
- sofrimento:  ဒုက္ခ ([doʔkʰa̰]), do páli dukkha
- rádio: ရေဒီယို ([rèdìjò]), do inglês "radio"
- método: စနစ် ([səniʔ]), do mon
- rolinho primavera: ကော်ပြန့် ([kɔ̀pjã̰]), do hokkien 潤餅 (jūn-piáⁿ)
- esposa: ဇနီး ([zəní]), do hindi jani
- macarrão: ခေါက်ဆွဲ ([kʰaʊʔ sʰwé]), do shan [kʰāw sʰēn]
- pé (unidade de medida): ပေ ([pè]), do português pé
- bandeira: အလံ ([əlã̀]), do árabe علم ʕalam
- almoxarifado: ([ɡodãʊ̃]), do malaio gudang

O birmanês costuma apresentar muitos sinônimos para a mesma palavra, cada qual usado em determinada circunstância, seja ela formal, literária, coloquial ou poética. Um exemplo é a palavra "lua", que pode ser လ (la̰; tibeto-birmanês), စန္ဒာ/စန်း ([sàndà]/[sã́]); derivados páli de chanda), ou သော်တာ ([θɔ̀ dà] (sânscrito).
O birmanês também tem uma tendência a fazer 'duplos-empréstimos' do páli, adotando dois termos diferentes baseados no mesmo radical páli. Um exemplo é o páli mana, que em birmanês apresentou dois derivados diferentes, မာန (màna̰), ou 'arrogância' e မာန် ([mã̀]), ou 'orgulho').
Além disso, algumas palavras do birmanês emprestadas de outros idiomas, especialmente do páli, frequentemente anexam palavras birmanesas a radicais do páli. Um exemplo é "avião" လေယာဉ်ပျံ ([lèi jĩ̀ bjã̀], literalmente "ar máquina voar"), que inclui လေ (palavra nativa birmanesa, "ar"), ယာဉ် (empréstimo do páli, derivado de yana, "veículo") e ပျံ (palavra nativa birmanesa, "voar"). Uma tendência similar tem sido vista com relação ao inglês, na qual palavras birmanesas são anexadas a empréstimos do inglês, como no verbo "to sign" ("assinar"), ဆိုင်းထိုး ([sʰã́ĩ tʰó] "inscrever uma assinatura"), com ဆိုင်း (empréstimo do inglês "sign") e ထိုး (palavra nativa birmanesa "inscrever"). Os empréstimos do mon são difíceis de serem distinguidos, na maior parte dos casos, porque frequentemente são empréstimos do idioma oral, e não do escrito, já que por muitos séculos o birmanês e o mon foram usados de maneira alternada no território da atual Birmânia e, posteriormente, Mianmar.
Por vezes o governo birmanês tentou limitar o uso de empréstimos ocidentais, especialmente do inglês. No país, por exemplo, publicações que contenham a palavra တယ်လီဗီးရှင် (transliteração direta do inglês television, 'televisão') devem ter em seu lugar um substituto birmanês, ရုပ်မြင်သံကြား, literalmente 'ver figura, ouvir som.' Outro empréstimo comum do inglês cujo uso foi desestimulado é ယူနီဗာစတီ ([jùnìbàsətì], do inglês university, "universidade"), que foi substituído com um empréstimo recente do páli, တက္ကသိုလ် ([teʔkəðò]), criado pelo governo birmanês, e que recebeu o nome de uma antiga cidade universitária no Paquistão atual, chamada Taxila.

## Escrita

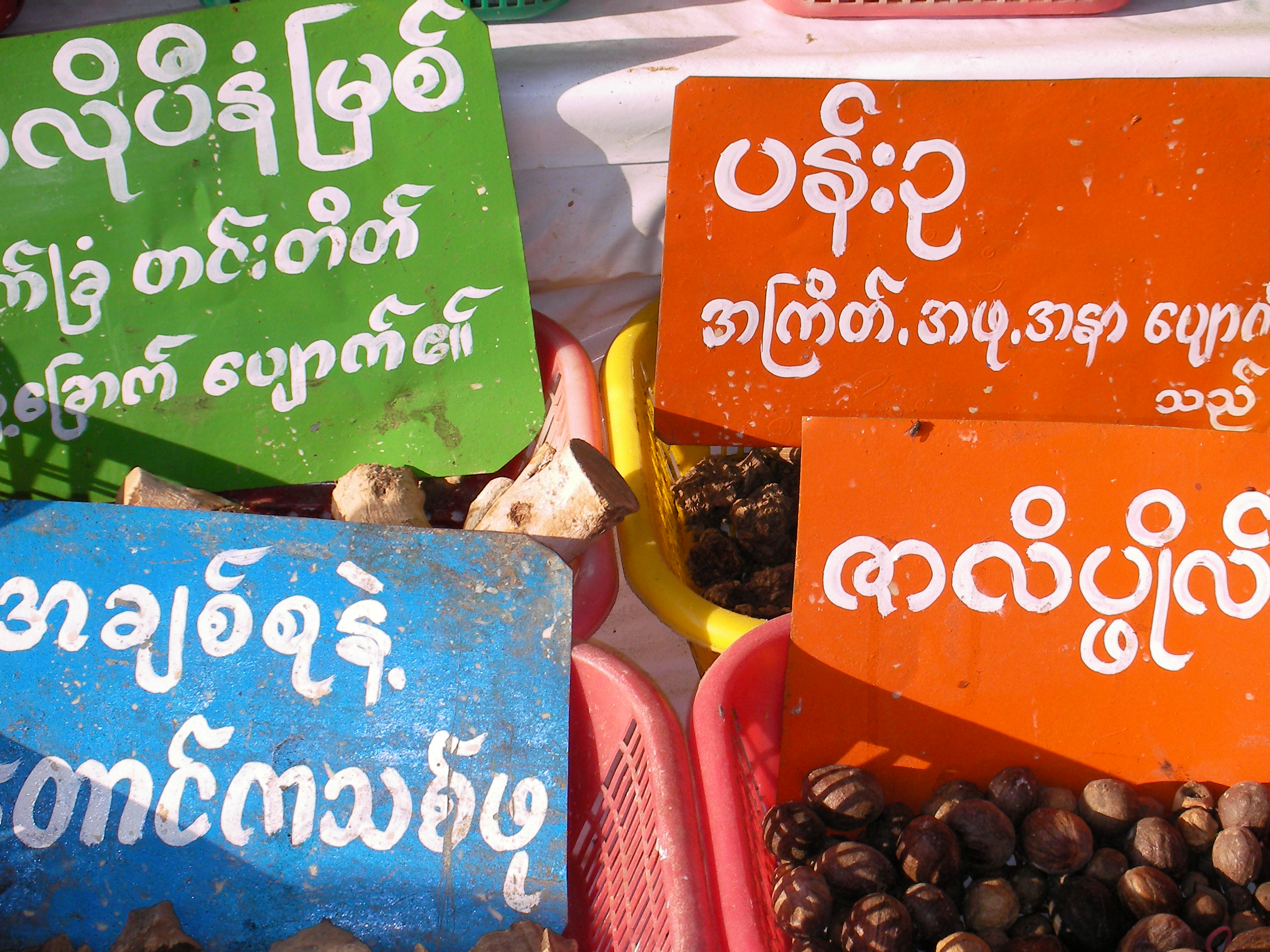
Amostras de diversos estilos de escrita utilizados no birmanês.

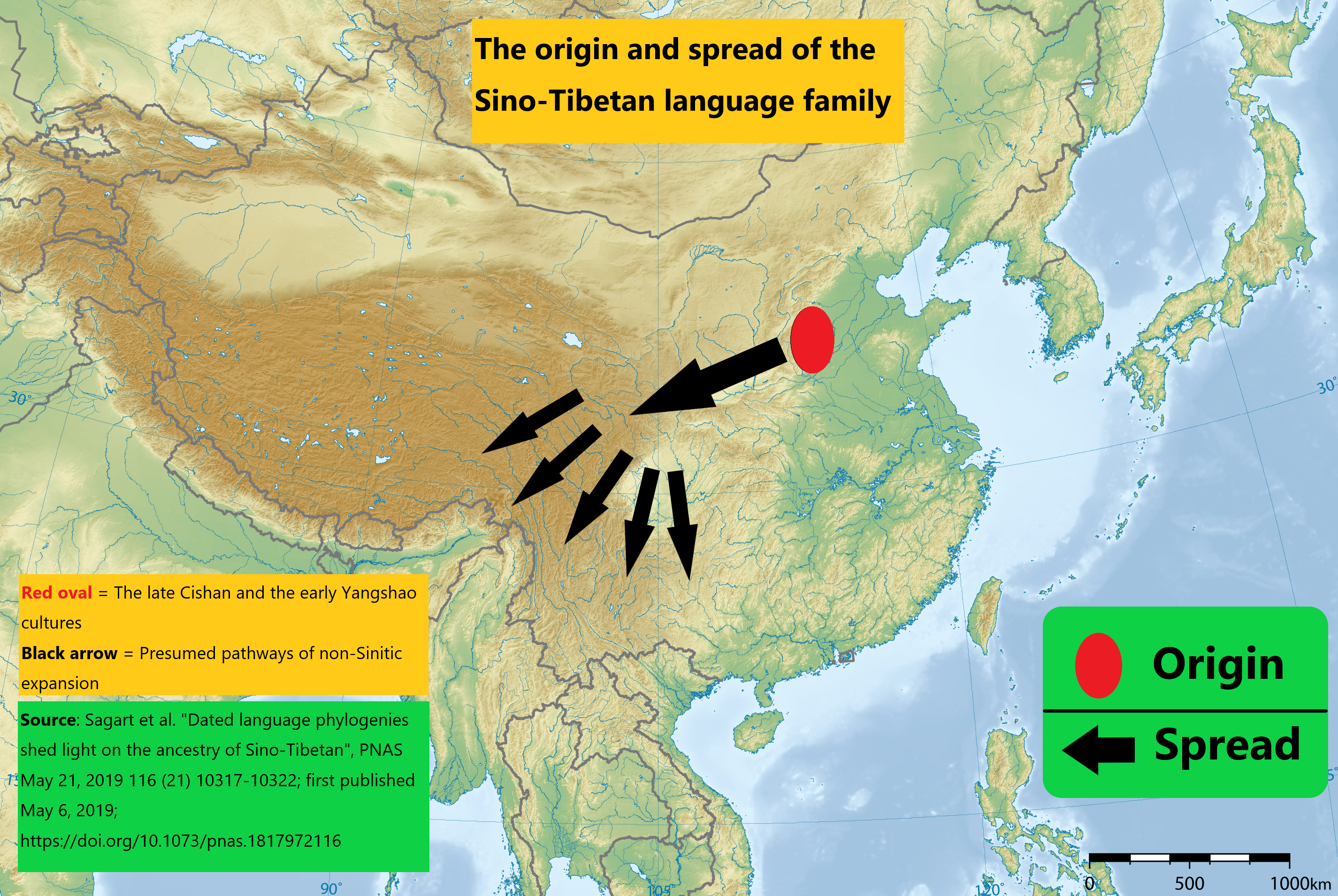
A origem e propagação da Línguas sino-tibetanas. Oval vermelho é o Cishan tardio e as primeiras culturas Yangshao. A seta preta são as vias presumidas de expansão não sinítica. Depois de aplicar o método comparativo linguístico ao banco de dados de dados linguísticos comparativos desenvolvido por Laurent Sagart em 2019 para identificar correspondências sonoras e estabelecer cognatos, métodos filogenéticos são usados para inferir relações entre essas línguas e estimar a idade de sua origem e pátria.

O birmanês geralmente é dividido em antigo birmanês, birmanês médio e birmanês moderno. O antigo birmanês data do século XI ao século XVI, durante as dinastias de Pagã e Ava (Inua); o birmanês médio do século XVI ao século XVIII (dinastias Taungoo a Konbaung); e o birmanês moderno de meados do século XVIII (dinastia Konbaung) até a atualidade. Estas divisões periódicas são baseadas principalmente nas mudanças ortográficas (às quais se seguiram mudanças na fonologia, como a fusão das mediais [-l-] e [-r-]), e não em transformações na estrutura gramatical e fonológica do birmanês, que não se alterou significativamente do birmanês antigo ao moderno.
O birmanês escrito data do reinado de Kyanzittha (1084-1113); a escrita mon, que vem por sua vez da escrita brami, foi adaptada, com diversas alterações para se adequar à fonologia do idioma, para transcrever o birmanês. A evidência mais antiga do birmanês escrito é a inscrição na pedra de Myazedi, de 1113, que narra a história do rei Kyanzittha, contada por seu filho, o príncipe Yazakumar, em quatro escritas diferentes: pyu, mon, páli e birmanês. Durante a era da dinastia de Pagã, a medial [-l-] (္လ) era transcrita, e foi substituída pelas mediais [-j-] (ျ) e [-r-] (ြ) no birmanês moderno (ex.: "escola", no antigo birmanês က္လောင် ([klɔŋ]) comparado ao birmanês moderno ကျောင်း ([tʃã́ũ]).
A escrita birmanesa caracteriza-se por seus diacríticos e letras circulares. É um abugida, com todas as suas letras contendo uma vogal inerente အ (a. [a̰] ou [ə]). Indicações de tom são feitas na forma de diacríticos colocados à esquerda, direita, no topo e embaixo das letras, porém nem sempre indicam o tom apropriado. Da mesma maneira, o birmanês escrito preservou todos os finais anasalados ([-n, m, -ŋ]), que se fundiram com [-n] no birmanês falado. A exceção é [-ɲ], que, no birmanês falado, pode ser uma das muitas vogais abertas ([i, e, ɛ]). Da mesma maneira, outros finais consonantais ([-s, -p, -t, -k]) foram reduzidos para [-ʔ]. Fusões semelhantes podem ser vistas em línguas sino-tibetanas como o xangainês e, em menor escala, o cantonês.
A maior parte da ortografia do birmanês escrito hoje em dia remonta ao birmanês médio, que tinha uma gama mais ampla de consoantes finais. Uma padronização na indicação dos tons só foi atingida no século XVIII; a partir do século XIX os ortógrafos criaram métodos especiais destinados a reformar a grafia do birmanês, devido às confusões e ambiguidades que surgiram a respeito dos sons que haviam sido fundidos. Durante o período colonial, sob o domínio britânico, a ortografia foi padronizada através de dicionários e métodos específicos. A autoridade ortográfica mais recente, chamada de Myanma Salonpaung Thatpon Kyan မြန်မာစာလုံးပေါင်းသတ်ပုံကျမ်း)), foi compilada em 1978, a pedido do governo birmanês.

## Fonologia
As transcrições nesta seção usam o alfabeto fonético internacional.

### Consoantes
As consoantes do birmanês são as seguintes:
|                    | Bilabial | Dental | Alveolar | Pós-alveolar e palatal | Velar e labiovelar | glotal | Sem posição |
| ------------------ | -------- | ------ | -------- | ---------------------- | ------------------ | ------ | ----------- |
| Plosiva e africada | pʰ p b   | tʰ t d | tʰ t d   | tʃʰ tʃ dʒ              | kʰ k ɡ             | ʔ      |             |
| Nasal              | m̥ m      | n̥ n    | n̥ n      | ɲ̥ ɲ                    | ŋ̊ ŋ                |        | N           |
| fricativa          |          | θ (ð)  | sʰ s z   | ʃ                      |                    | h      |             |
| Aproximante        |          | (ɹ)    | (ɹ)      | j                      | (w̥) w              |        |             |
| Lateral            |          | l̥ l    | l̥ l      |                        |                    |        |             |

A aproximante /ɹ/ é rara, usada somente em topônimos que preservaram as pronúncias originais do sânscrito e do páli (ex.: Amarapura, que é pronunciado [àməɹa̰pùɹa̰]) e em palavras derivadas do inglês. Historicamente, o /ɹ/ se tornou /j/, no birmanês, e costuma ser substituído por /j/ em empréstimos do páli, como ရဟန္တာ (ra.hanta) /jəhàNdà/ "monge", ရာဇ (raja.) /jàza̰/ "rei". Ocasionalmente é substituído por /l/, como no caso da palavra para "animal", derivada do páli, တိရစ္ဆာန် (ti.rac hcan), que pode ser pronunciada [təɹeiʔ sʰàn] ou [təleiʔ sʰàn]. Da mesma maneira, o /ʍ/ é raro, tendo já desaparecido do birmanês atual, exceto em transcrições de nomes estrangeiros. O [ð] não é comum, exceto como um alófono sonoro de /θ/. O /N/ é pronunciado mais ou menos como o português -n ou -m depois de uma vogal (por exemplo, /mòʊNdáɪN/ "tempestade," como /mõ̀ũndã́ĩ/).

## Gramática
A ordem das palavras da Língua birmanesa é sujeito-objeto-verbo. Os pronomes birmaneses variam conforme o status (diglossia) e gênero da audiência. A língua é basicamente monossilábica, ou seja, cada palavra (uma sílaba) é uma raiz à qual uma partícula, não outra palavra, pode ser pre-fixada. A estrutura das frases determina as relações sintáticas. Os verbos não são conjugados mas apresentam sufixos. Como exemplo, o verbo "comer" é စား (ca: [sà]) e não varia.

### Adjetivos
Os adjetivos podem anteceder o substantivo (ex. ချောတဲ့လူ hkyau: tai. lu [tʃʰɔ́ dɛ̰ lù] "bela" + တဲ့ + "pessoa") ou ficar depois do mesmo (ex. လူချော lu hkyau: [lù tʃʰɔ́] "pessoa" + "bela"). O superlativo do adjetivo é indicado geralmente pelo prefixo အ (a. [ʔə]) + adjetivo + ဆုံး (hcum: [zṍũ]). Os adjetivos numéricos ficam depois do substantivo.

### Verbos
As raízes dos verbos birmaneses são na maior parte das vezes providos de pelo menos um sufixo. Os sufixos podem indicar tempo, intenção, polidez, humor, etc. Em rigor, a única situação em que a raiz não tem partículas é em ordens, comandos, imperativos. Os verbos birmaneses não são conjugados, como na maior parte das línguas indo-europeias. A raiz verbal fica imutável, não variando com pessoa, com número ou com gênero.
As partículas verbais mais utilizadas e seus usos são mostradas a seguir para raiz verbal စား (ca: [sá]) que significa "comer".
- စားတယ် (ca: tai [sá dɛ̀]) - Eu como.

O sufixo တယ် tai [dɛ̀] pode ser considerado como partícula que marca o tempo presente e ou algo factual.
- စားခဲ့တယ် (ca: hkai. tai [sá ɡɛ̰ dɛ̀]) - Eu comi.

O sufixo ခဲ့ (hkai. [ɡɛ̰]) indica que a ação ocorreu no passado. Porém, não necessariamente essa partícula precisa estar na raiz para indicar o tempo passado. Essa partícula é imperativa, é indispensável, quando é preciso informar, enfatizar, que uma ação ocorreu antes de outra ação também citada. Notar que o sufixo တယ် (tai [dɛ̀]) nesse caso denota o factual mais do que o tempo presente.
- စားနေတယ် (ca: ne tai [sá nè dɛ̀]) - Eu estou comendo.

နေ (ne [nè]) é a partícula usada para indicar que a ação ocorre agora, está em progressão. É como o uso do Gerúndio em Português.
- (စ)စားပြီ ((ca.) ca: pri [(sə) sá bjì]) - Eu estou comendo (agora).

Essa partícula  ပြီ (pri [bjì]) indica um tempo verbal sem equivalente nas línguas europeias. É usada para enfatizar que uma ação que se esperava (que alguém cobrava) que o sujeito da sentença fizesse, está (finalmente) sendo feita. Se usada no exemplo acima indica que alguém esperava que o sujeito comesse e ele, por fim, informa que já está fazendo
- စားမယ် (ca: mai [sá mɛ̀]) - Eu vou comer.

Essa partícula indica uma ação que ainda vai ocorrer.
- စားတော့မယ် (ca: tau. mai [sá dɔ̰ mɛ̀]) - Eu vou comer ("já-já").

A partícula တော့ (tau. [dɔ̰]), cujo sentido também não existe nas línguas europeias, é usada para indicar que a ação vai ser feita imediatamente. Seria como uma "partícula de futuro imediato". Essa partícula မယ် (mai mɛ̀]) é imperativa nesse caso.

### Substantivos
Os substantivos em birmanês têm o plural marcado pela adução do sufixo တွေ (twe [dè] ou [tè] se a palavra terminar em glotal "stop"). Também pode ser usado o sufixo များ mya [mjà] (ou nè, que significa "poucos") o qual em si próprio significa "muitos". O Sufixo day também pluraliza as palavras e é usado somente coloquialmente. Na linguagem formal ou mesmo na coloquial se usa o mya.
- နွား (nwa: [nwà]) - vaca
- နွားများ (nwa: mya: [nwà mjà]) - vacas
- မြစ် (mrac [mjiʔ]) - rio
- မြစ်များ (mrac mya: [mjiʔ mjà]) - rios

Esse sufixo não é usado quando o substantivo já qualificado por um classificador numeral..
- ခလေး၅ယောက် (hka.le: nga: yauk [kʰəlé ŋà jauʔ]) é na ordem ခလေး "criança" + ၅ "cinco" + ယောက် (classificador), que equivale a "cinco crianças".

### Classificador numeral
Do mesmo modo que as línguas que lhe são próximas, tais como Tailandês, Bengali e Chinês, o idima Birmanês usa classificadores numerais quando os substantivos são contados ou quantificados. É algo como em Português três fatias de bolo, um copo de cerveja. No exemplo acima, o "yauk" é o classificador para pessoas. Esses classificadores são obrigatórios, sendo, porém, não requeridos para medidas de tempo, tais como "hora," (နာရီ) "dia," (ရက်) ou "mês" (လ). A seguir, ver Tabela dos Classificadores mais usados em birmanês:
| Birmanês | Transcrição MLC* | Transcrição fonética | Uso                          | Notas                                                         |
| -------- | ---------------- | -------------------- | ---------------------------- | ------------------------------------------------------------- |
| ပါး        | pa:              | [bá]                 | para Pessoas                 | Somente para monges e monjas de Ordem budista                 |
| ကောင်       | kaung            | [kã̀ũ]                | para Animais                 |                                                               |
| ခု        | hku.             | [kʰṵ]                | Uso Geral                    | pode ser usado para todos substantivos, exceto seres animados |
| လုံး        | lum:             | [lṍũ]                | para objetos Redondos        |                                                               |
| ပြား        | para:            | [pjá]                | para objetos Planos (chatos) |                                                               |
| စု        | cu.              | [sṵ] or [zṵ]         | para Grupos                  |                                                               |
| ဦး        | u:               | [ʔú]                 | para pessoas                 | Uso no contexto Formal e para Monges e monjas                 |
| ယောက်       | yauk             | [jauʔ]               | para pessoas                 | Uso informal                                                  |

- Myanmar Language Commission

Na maior parte dos casos, o classificador segue o numeral. Porém, para os múltiplos de 10 (exceto o próprio dez) o classificador precede o substantivo:
လူအယောက် ၅၀၀ (pessoa + classif. numeral + número) em lugar de လူ ၅၀၀ ယောက် (pessoa + número + Classif. numeral)

### Partículas
A língua birmanesa faz grande uso de partículas gramaticais, os quais são palavras intraduzíveis que são sufixados ou prefixados para indicar níveis de respeito, tempo gramatical, modo. De acordo com o Myanmar-English Dictionary (1993), há 449 partículas na língua birmanesa. Por exemplo, စမ်း (sán) é uma partícula gramatical que indica o Modo Indicativo. Enquanto que လုပ်ပါ ("trabalho" + partícula que indica polidez) não indica imperativo, လုပ်စမ်းပါ ("trabalha" + partícula indicando Modo Interativo + partícula que indica polidez) o faz. Algumas partículas modificam a função gramatical de uma palavra. A partícula အ ([ə]) é prefixada aos verbos e adjetivos para formar substantivos e advérbios.

### Pronomes
Um pronome, quando sujeito, inicia a frase. Na forma imperativa e na conversação, o sujeito é geralmente omitido (é o "pro-drop" do Português). Em termos de gramática, as partículas que marcam o sujeito (က ([ɡa̰] no Coloquial, သည် [θì] no Formal) devem ser anexados ao Pronome Sujeito, embora também seja omitido na conversação. Os Pronomes, quando Objeto, devem ter a devida partícula marcadora (ကို [ɡò] Coloquial, အား [á] Formal) anexada logo depois do Pronome. Nome próprios são frequentemente substituídas por pronomes. A relação de "status" de alguém com a audiência determina os pronomes a serem usados. Diferentes pronomes são usados para diferentes audiências. Os pronomes básicos são:
| Birmanês   | Transcrição MLC                 | Transcrição fonética  | Português   | Notas                                                                                        |
| ---------- | ------------------------------- | --------------------- | ----------- | -------------------------------------------------------------------------------------------- |
| ငါ          | nga                             | [ŋà]                  | Eu, mim     | Informal, usado com membros mais jovens da família ou amigosn de mesma idade ou mais jovens. |
| ငါတို့         | nga tui.                        | [ŋà do̰] our [ŋà to̰]   | nós         | Informal                                                                                     |
| ကျွန်တော် ကျွန်မ    | kywan tau kywan ma.             | [tʃənɔ̀] [tʃəma̰]       | Eu, mim     | Formal, usado por homens idem, por mulheres                                                  |
| ဒဂါ ဒဂါမ     | da. ga da. ga ma.               | [dəɡà] [dəɡàma̰]       | Eu, mim     | Formal, usado só ao falar com monge/ monja (s) (literalmente "o que dia").                   |
| တပည့်တော် တပည့်တော်မ | ta. pany. tau ta. pany. tau ma. | [dəbɛ̀dɔ̀] [dəbɛ̀dɔ̀ma̰]   | Eu, mim     | Formal, idem anterior, mas literalmente discípulo.                                           |
| နင်         | nang                            | [nẽ̀ĩ] or [nĩ̀]         | you         | Informal; used with younger family members, friends                                          |
| နင်တို့        | nang tui.                       | [nĩ̀ndo̰]               | todos vocêl | Informal                                                                                     |
| မင်း         | mang:                           | [mĩ́]                  | you(s)      | Informal, uso entre amigos bem próximos                                                      |
| အရှင်        | a hrang                         | [ʔəʃĩ̀]                | você(s)     | Formal, uso por mulheres                                                                     |
| ခင်ဗျား        | hkang bya:                      | [kʰəmjá] or [kʰĩ̀mmjá] | você(s)     | Formal                                                                                       |
| သူ          | su                              | [θù]                  | ele/ela     | Informal                                                                                     |
| သူတို့         | su tui.                         | [θùdo̰]                | eles(as)    | Informal                                                                                     |
| အဲ(ဒါ)ဟာ      | ai: (da) ha                     | [ʔɛ́ (dà) hà]          | isso/aquilo | Informal, uso rude com seres animados                                                        |

Na língua coloquial, os pronome possessivos formam contração quando o pronome da raiz é de Tom baixo. Porém, isso só ocorre mesmo no birmanês coloquial, o qual usa ရဲ့ ([yḛ]) como marcador portposicional para o caso possessivo. O birmanês literário usa o ([ḭ]). Exemplos:
- ငါ ([ŋà] "Eu") + ရဲ့ (marcador postposicional de caso possessivo) = ငါ့ ([ŋa̰] "meu")
- နင် ([nĩ̀] "Tu, você") + ရဲ့ (marcador postposicional de caso possessivo) = နင့် ([nḭ̃] "teu, seu")
- သူ ([θù] "Ele, ela") + ရဲ့ (marcador postposicional de caso possessivo) = သူ့ ([θṵ] "dele, dela")

### Reduplicação
A Reduplicação é muito significativa em birmanês, sendo usada para intensificar ou até enfraquecer o significado de adjetivos. Como exemplo: ချော (hkyau: [tʃʰɔ́]), belo(a)) ao ser reduplicada, intensifica o significado do adjetivo. Muitas das palavras em birmanês, especialmente os adjetivos compostos por duas sílabas, tais como လှပ belo(a) [l̥a̰pa̰]), quando reduplicadas (လှပ → လှလှပပ [l̥a̰l̥a̰ pa̰pa̰]) tornam-se em advérbios. Isso vale também vale para muitos verbos em birmanês, que se tornam advérbios quando reduplicados.

## Romanização e transcrição
Não há um sistema de romanização (uso do alfabeto latino) do birmanês. Houve tentativas de fazê-lo, mas estas foram infrutíferas, pois a replicação dos sons em caracteres latinos é bem difícil. Há uma transcrição com base no Pāli, estudada pelo MLC (Myanmar Language Commission). Esse, porém, transcreve apenas sons do birmanês formal e tem como base mais a escrita do que a fonologia.
Muitos sistema de transcrições coloquiais foram propostos, mas nenhum foi especialmente preferido em relação aos demais. Enfim, as transcrições do birmanês não são padronizadas, basta que se vejam as muitas versões existentes em inglês ou em português para a toponímia da Birmânia.